# Julia Peguero Sanz
Julia Peguero Sanz (Zaragoza, 1880-Madrid, 4 de diciembre de 1978) fue una maestra y feminista española. Llegó a la secretaría segunda de la sección de Filosofía del Ateneo de Madrid en el año 1922 y en 1930 fue la única que votó en contra del nombramiento de Miguel de Unamuno como socio de honor de la citada institución. Además, en 1918 fue cofundadora de la Asociación Nacional de Mujeres Españolas, asociación en la que fue desde secretaria general a presidenta, desde 1932. También llegó a desempeñar el cargo de directora de Mundo Femenino.

## Trayectoria profesional
En 1899 aparece como opositora a normales, en el «programa de Gramática general, Filología y Literatura castellanas» y en el de «Aritmética, Geometría y Álgebra».
El 20 de octubre de 1918, en casa de María Espinosa de los Monteros, se fundó la Asociación Nacional de Mujeres Españolas, de la que Julia Peguero fue cofundadora y de cuya directiva pasó a formar parte.
Destacada activista en el Ateneo de Madrid, en junio de 1919 fue elegida para formar parte de la sección de Música.
En el año 1920 Julia Peguero Sanz ya formaba parte de la Junta Directiva de la Asociación Nacional de Mujeres Españolas que contaba a María Espinosa de los Monteros como presidenta; Dolores Velasco de Alamán como vicepresidenta y a Julia Peguero de Trallero, que este momento estaba ya casada y añadió el apellido de su marido a los suyos, como secretaria. Además estaban: como vicesecretaria Luisa Salina de Gorostidi; como tesorera: Ana Picar; como contadora, Benita Asas Manterola; y  como vocales María Valero de Mazas, Isabel Oyarzábal, María Martos, Pilar Gutiérrez, Julia Pérez Baza, Natividad Albertos, Emilia Pastor e Isabel Alda.
El 25 de marzo de 1921 la ANME se dotó de un órgano de propaganda: Mundo Femenino, que se publicó hasta 1936, siendo dirigido desde 1932 por Julia Peguero, la cuarta y última presidenta de la Asociación Nacional de Mujeres Españolas, tras María Espinosa de los Monteros (1918-1920), Dolores Velasco de Alamán (1920-1924) y Benita Asas Manterola (1924-1932).
Fue socia del Lyceum Club Femenino, asociación de mujeres fundada en Madrid en 1926.
Julia Peguero es también recordada por haber sido la única ateneísta que, en la junta general celebrada el viernes 28 de marzo de 1930, votó en contra del nombramiento de Miguel de Unamuno como socio de honor de la institución, al considerar que este nombramiento tenía más un cariz político que un reconocimiento real de la valía de Unamuno.
El 7 de julio de 1930, falleció en Madrid, Ceferino Trallero Mateo, marido de Julia Peguero Sanz.
En 1934 funda un partido político femenino independiente llamado Acción Política Femenina Independiente, el cual quiso coaligar en el Frente Popular en 1936 pero no tuvo éxito.